# 里奧哈省
里奧哈省（西班牙語：Provincia de Rioja），是秘魯的省份，位於該國中北部聖馬丁大區，首府是里奧哈，始建於1935年12月6日，海拔高度848米，面積2,535平方公里，2007年人104,882，人口密度為每平方公里41.37人。
6°03′41″S 77°10′00″W / 6.061366°S 77.166782°W